# Pittosporum collinum
Pittosporum collinum là một loài thực vật thuộc họ Pittosporaceae. Đây là loài đặc hữu của New Caledonia.